# Puchar Azji w Piłce Siatkowej Kobiet 2014
Puchar Azji w piłce siatkowej kobiet 2014 – rozgrywany był w Chinach w dniach 6-12 września 2014 roku. Osiem czołowych krajowych reprezentacji rywalizowało w Shenzhen. Zwycięzcą czwartej edycji Pucharu Azji została reprezentacja Chin.

## Rozgrywki grupowe
| Grupa A                                     | Grupa B                                              |
| ------------------------------------------- | ---------------------------------------------------- |
| Chiny · Wietnam · Korea Południowa · Iran · | Tajlandia · Kazachstan · Japonia · Chińskie Tajpej · |

### Grupa A
Tabela
| Lp. | Drużyna          | Pkt | Mecze | Mecze | Mecze | Sety | Sety | Sety  | Małe punkty | Małe punkty | Małe punkty |
| Lp. | Drużyna          | Pkt | M     | W     | P     | wyg. | prz. | ratio | zdob.       | str.        | ratio       |
| --- | ---------------- | --- | ----- | ----- | ----- | ---- | ---- | ----- | ----------- | ----------- | ----------- |
| 1   | Chiny            | 9   | 3     | 3 (0) | 0 (0) | 9    | 0    | MAX   | 226         | 163         | 1.387       |
| 2   | Korea Południowa | 6   | 3     | 2 (0) | 1 (0) | 6    | 3    | 2.000 | 218         | 159         | 1.371       |
| 3   | Wietnam          | 3   | 3     | 1 (0) | 2 (0) | 3    | 7    | 0.429 | 190         | 236         | 0.805       |
| 4   | Iran             | 0   | 3     | 0 (0) | 3 (0) | 1    | 9    | 0.111 | 173         | 249         | 0.695       |

Źródło: asianvolleyball.org
Punktacja: 3:0 i 3:1 – 3 pkt; 3:2 – 2 pkt; 2:3 – 1 pkt; 1:3 i 0:3 – 0 pkt
Zasady ustalania kolejności: 1. liczba punktów; 2. liczba zwycięstw; 3. stosunek setów; 4. stosunek małych punktów
     walka o miejsca 1-8
Wyniki
| Data  | Godz. | Drużyna 1        | Wynik | Drużyna 2        | 1     | 2     | 3     | 4     | 5 | Widzów | * |
| ----- | ----- | ---------------- | ----- | ---------------- | ----- | ----- | ----- | ----- | - | ------ | - |
| 06.09 | 16:00 | Chiny            | 3:0   | Wietnam          | 25:16 | 25:15 | 25:12 |       |   | 2800   | 1 |
| 06.09 | 19:30 | Korea Południowa | 3:0   | Iran             | 25:11 | 25:11 | 25:13 |       |   | 500    | 2 |
| 07.09 | 14:00 | Chiny            | 3:0   | Iran             | 25:17 | 25:13 | 25:22 |       |   | 2000   | 3 |
| 07.09 | 19:30 | Wietnam          | 0:3   | Korea Południowa | 13:25 | 16:25 | 19:25 |       |   | 500    | 4 |
| 08.09 | 16:00 | Iran             | 1:3   | Wietnam          | 20:25 | 26:24 | 20:25 | 20:25 |   | 750    | 5 |
| 08.09 | 19:30 | Chiny            | 3:0   | Korea Południowa | 26:24 | 25:22 | 25:22 |       |   | 2500   | 6 |

### Grupa B
Tabela
| Lp. | Drużyna         | Pkt | Mecze | Mecze | Mecze | Sety | Sety | Sety  | Małe punkty | Małe punkty | Małe punkty |
| Lp. | Drużyna         | Pkt | M     | W     | P     | wyg. | prz. | ratio | zdob.       | str.        | ratio       |
| --- | --------------- | --- | ----- | ----- | ----- | ---- | ---- | ----- | ----------- | ----------- | ----------- |
| 1   | Kazachstan      | 8   | 3     | 3 (1) | 0 (0) | 9    | 2    | 4.500 | 259         | 220         | 1.177       |
| 2   | Japonia         | 6   | 3     | 2 (0) | 1 (0) | 6    | 3    | 2.000 | 215         | 192         | 1.120       |
| 3   | Chińskie Tajpej | 3   | 3     | 1 (1) | 2 (1) | 5    | 8    | 0.625 | 247         | 291         | 0.849       |
| 4   | Tajlandia       | 1   | 3     | 0 (0) | 3 (1) | 2    | 9    | 0.222 | 230         | 248         | 0.927       |

Źródło: asianvolleyball.org
Punktacja: 3:0 i 3:1 – 3 pkt; 3:2 – 2 pkt; 2:3 – 1 pkt; 1:3 i 0:3 – 0 pkt
Zasady ustalania kolejności: 1. liczba punktów; 2. liczba zwycięstw; 3. stosunek setów; 4. stosunek małych punktów
     walka o miejsca 1-8
Wyniki
| Data  | Godz. | Drużyna 1       | Wynik | Drużyna 2       | 1     | 2     | 3     | 4     | 5     | Widzów | *  |
| ----- | ----- | --------------- | ----- | --------------- | ----- | ----- | ----- | ----- | ----- | ------ | -- |
| 06.09 | 12:00 | Japonia         | 0:3   | Kazachstan      | 23:25 | 23:25 | 18:25 |       |       | 1000   | 7  |
| 06.09 | 14:00 | Chińskie Tajpej | 3:2   | Tajlandia       | 25:21 | 25:23 | 15:25 | 17:25 | 15:13 | 2000   | 8  |
| 07.09 | 12:00 | Chińskie Tajpej | 0:3   | Japonia         | 20:25 | 16:25 | 17:25 |       |       | 1000   | 9  |
| 07.09 | 16:00 | Tajlandia       | 0:3   | Kazachstan      | 20:25 | 22:25 | 17:25 |       |       | 2500   | 10 |
| 08.09 | 12:00 | Kazachstan      | 3:2   | Chińskie Tajpej | 20:25 | 24:26 | 25:16 | 25:20 | 15:10 | 500    | 11 |
| 08.09 | 14:00 | Japonia         | 3:0   | Tajlandia       | 26:24 | 25:17 | 25:23 |       |       | 1000   | 12 |

## Runda pucharowa

### Ćwierćfinały
| Data  | Godz. | Drużyna 1        | Wynik | Drużyna 2       | 1     | 2     | 3     | 4     | 5 | Widzów | *  |
| ----- | ----- | ---------------- | ----- | --------------- | ----- | ----- | ----- | ----- | - | ------ | -- |
| 10.09 | 12:00 | Korea Południowa | 3:0   | Chińskie Tajpej | 25:16 | 25:18 | 27:25 |       |   | 100    | 13 |
| 10.09 | 14:00 | Wietnam          | 1:3   | Japonia         | 21:25 | 25:20 | 14:25 | 13:25 |   | 300    | 14 |
| 10.09 | 16:30 | Iran             | 1:3   | Kazachstan      | 25:20 | 16:25 | 18:25 | 15:25 |   | 100    | 15 |
| 10.09 | 19:30 | Chiny            | 3:0   | Tajlandia       | 25:18 | 25:19 | 25:22 |       |   | 1000   | 16 |

### Mecze o miejsca 5-8
| Data  | Godz. | Drużyna 1 | Wynik | Drużyna 2       | 1     | 2     | 3     | 4     | 5 | Widzów | *  |
| ----- | ----- | --------- | ----- | --------------- | ----- | ----- | ----- | ----- | - | ------ | -- |
| 11.09 | 12:00 | Iran      | 1:3   | Chińskie Tajpej | 25:21 | 19:25 | 16:25 | 16:25 |   | 100    | 17 |
| 11.09 | 14:00 | Tajlandia | 3:0   | Wietnam         | 25:23 | 25:22 | 27:25 |       |   | 300    | 18 |

### Półfinały
| Data  | Godz. | Drużyna 1  | Wynik | Drużyna 2        | 1     | 2     | 3     | 4 | 5 | Widzów | *  |
| ----- | ----- | ---------- | ----- | ---------------- | ----- | ----- | ----- | - | - | ------ | -- |
| 11.09 | 16:00 | Kazachstan | 0:3   | Korea Południowa | 18:25 | 15:25 | 21:25 |   |   | 300    | 19 |
| 11.09 | 19:30 | Chiny      | 3:0   | Japonia          | 25:18 | 25:19 | 25:15 |   |   | 2000   | 20 |

### Mecz o 7 miejsce
| Data  | Godz. | Drużyna 1 | Wynik | Drużyna 2 | 1     | 2     | 3     | 4 | 5 | Widzów | *  |
| ----- | ----- | --------- | ----- | --------- | ----- | ----- | ----- | - | - | ------ | -- |
| 12.09 | 12:00 | Iran      | 3:0   | Wietnam   | 25:15 | 25:19 | 25:23 |   |   | 300    | 21 |

### Mecz o 5 miejsce
| Data  | Godz. | Drużyna 1       | Wynik | Drużyna 2 | 1     | 2     | 3     | 4 | 5 | Widzów | *  |
| ----- | ----- | --------------- | ----- | --------- | ----- | ----- | ----- | - | - | ------ | -- |
| 12.09 | 14:00 | Chińskie Tajpej | 0:3   | Tajlandia | 17:25 | 21:25 | 17:25 |   |   | 500    | 22 |

### Mecz o 3 miejsce
| Data  | Godz. | Drużyna 1  | Wynik | Drużyna 2 | 1     | 2     | 3     | 4     | 5    | Widzów | *  |
| ----- | ----- | ---------- | ----- | --------- | ----- | ----- | ----- | ----- | ---- | ------ | -- |
| 12.09 | 16:00 | Kazachstan | 3:2   | Japonia   | 26:28 | 25:23 | 25:14 | 19:25 | 15:7 | 800    | 23 |

### Finał
| Data  | Godz. | Drużyna 1        | Wynik | Drużyna 2 | 1     | 2     | 3     | 4 | 5 | Widzów | *  |
| ----- | ----- | ---------------- | ----- | --------- | ----- | ----- | ----- | - | - | ------ | -- |
| 12.09 | 19:30 | Korea Południowa | 0:3   | Chiny     | 26:28 | 24:26 | 22:25 |   |   | 3500   | 24 |

## Klasyfikacja końcowa
| Miejsce | Reprezentacja    |
| ------- | ---------------- |
| złoto   | Chiny            |
| srebro  | Korea Południowa |
| brąz    | Kazachstan       |
| 4.      | Japonia          |
| 5.      | Tajlandia        |
| 6.      | Chińskie Tajpej  |
| 7.      | Iran             |
| 8.      | Wietnam          |